# Ульвик
Ульвик (норв. Ulvik) — коммуна в губернии Хордаланн в Норвегии. Административный центр коммуны — город Ульвик. Официальный язык коммуны — нюнорск. Население коммуны на 2007 год составляло 1107 чел. Площадь коммуны Ульвик — 720,73 км², код-идентификатор — 1233.

## География
На территории коммуны протекает река Фломселви и расположено несколько озёр, в том числе Финсеватн и Флакаватн.

## История населения коммуны
Население коммуны за последние 60 лет.

Статистика коммуны Ульвик